# Diaphorina luteola
Diaphorina luteola är en insektsart som beskrevs av Loginova 1978. Diaphorina luteola ingår i släktet Diaphorina och familjen rundbladloppor. Inga underarter finns listade i Catalogue of Life.